# ويليام هنري فورنس
ويليام هنري فورنس (بالإنجليزية: William Henry Furness)‏ هو عالم عقيدة وكاهن أمريكي، ولد في 20 أبريل 1802، وتوفي في 30 يناير 1896 في فيلادلفيا في الولايات المتحدة.